# Бертолини, Луиджи
Луи́джи Бертоли́ни (13 сентября 1904 — 11 февраля 1977) — итальянский футболист начала XX века, форменный полузащитник.

## Биография
Родился в Бусалле в семье алессандринца и веронки. Начал профессиональную карьеру в «Савоне» в возрасте 20 лет как нападающий, чередуя спорт с работой на металлургическом предприятии. Впоследствии был замечен скаутами «Алессандрии», крайне интересного, но небогатого клуба. Бертолини провёл в нём пять лет: с 1927 по 1931, однако высоких результатов не достиг. Тем не менее, показывая стабильную игру, футболист был привлечён под знамёна национальной сборной: дебют состоялся 1 декабря 1929 года, а уже в 1934 Бертолини стал чемпионом мира.
В конце сезона 1930/31 он был приобретён Ювентусом, только-только завоевавшим долгожданный скудетто. Турин стал родным для Луиджи, по меньшей мере, на шесть лет. Здесь же он четырежды становился чемпионом Италии (с 1931 по 1935 гг.).
Свою карьеру Луиджи Бертолини завершил в 1937, после чего одно время тренировал Рапалло. В течение чемпионата 1951/52 был наставником Юве, но только на 10 дней. Годом позже взял на себя ответственность главного тренера «Брешиа», однако, разочаровавшись, был вынужден отказаться от занимаемой должности.